# Moritz von Hutten
Moritz von Hutten (né le 25 novembre 1503 à Arnstein, mort le 6 décembre 1552 à Eichstätt) est prince-évêque d'Eichstätt de 1539 à sa mort.

## Famille
Moritz vient de la maison de Hutten (de). Il est le fils aîné du bailli zu Königshofen Bernhard von Hutten et de son épouse Gertraud von Ebersberg (de). Un des frères est Philipp von Hutten, le dernier gouverneur allemand du Venezuela. Moritz a son nom de baptême Maurice d'Agaune, le saint des armoiries de Cobourg et le patron de l'église. Destiné au clergé dès sa plus tendre jeunesse, il est promis à être chanoine en 1512. En 1516, il devient chanoine du chapitre de la cathédrale de Wurtzbourg, mais sans siège ni vote. De 1518 à 1530, il étudie la théologie et le droit canonique à Leipzig, Ingolstadt, Padoue, Bâle et Fribourg-en-Brisgau. En 1530, il devient chanoine à Augsbourg, mais un an plus tard, il renonce à cette charge et à ses revenus au profit d'un parent.
Chanoine d'Eichstätt en 1532, Moritz est témoin de l'agonie du prince-évêque Gabriel von Eyb en 1535. Son successeur est Christoph von Pappenheim, mais seulement pendant trois ans et demi.
En tant que successeur du margrave Frédéric II de Brandebourg-Ansbach, mort en 1536, Moritz est accepté au chapitre de la cathédrale de Wurtzbourg comme prévôt et ordonné diacre la même année. Cependant, le chapitre est controversé pendant quatre ans et amène Moritz à l'excommunication à court terme jusqu'à ce qu'il soit finalement reconnu par la Curie romaine en 1540.
Peu avant, le 27 juin 1539, il est élu prince-évêque d'Eichstätt. La confirmation papale a lieu le 7 mai 1540. Le 2 mars 1541, il est introduit par le Kaiser avec le droit de régale au Reichstag à Ratisbonne et le 26 mai 1540, il reçoit la chancellerie de Mayence.
Moritz est évêque pendant la période difficile de la Réforme protestante. Son épiscopat est principalement déterminé par les efforts visant à éliminer les griefs spirituels et à conjurer le luthéranisme. Il participe au colloque de Ratisbonne en 1541. Son diocèse subit de nouveau des pertes douloureuses lorsque les territoires voisins du Palatinat-Neubourg, du Haut-Palatinat et du comté d'Oettingen deviennent protestants. Le diocèse perd 210 paroisses et passe à environ un tiers de sa taille d'origine. Il ne peut essentiellement exercer les droits épiscopaux que dans l'évêché. Il a de grands espoirs de recatholisation au concile de Trente, auquel il participe temporairement. Sur les instructions de l'empereur Charles Quint, Moritz von Hutten dirige la deuxième colloque de Ratisbonne (de) le 23 janvier 1546, mais sans résultat. En 1548, Moritz organise un synode diocésain pour la réforme au sein des diocèses, qui concerne principalement une réforme de l'enseignement clérical ; à cette fin, l'évêque préconise un renouvellement de l'université d'Ingolstadt.
Moritz soutient les artistes de son évêché, dont la situation est mauvaise en raison des bouleversements de la Réforme. Loy Hering (de) et Peter Dell l'Ancien reçoivent des commandes de lui et de sa famille.
En 1540, il achète la ferronnerie à Obereichstätt, en 1541 Kraftsbuch et le reste d'Untermässing, en 1544 Titting, où le vogt de Titting-Raitenbuch est établi et en même temps les Juifs sont expulsés, la moitié du château de Bechthal et des domaines de Langenaltheim. Le domaine de Moritzbrunn près d'Eichstätt porte son nom, il l'achète pour l'évêché et consacre l'église le 23 septembre 1545 ; Loy Hering crée un autel de la Trinité basé sur une gravure sur bois d'Albrecht Dürer. En 1546, il acquiert Rumburg et Enkering dans la vallée de l'Anlauter (de).
Depuis 1419, la ville et le bureau d'Arnstein sont la possession de la famille von Hutten en gage. Un hôpital est créé en 1546 dans le bâtiment de l'ancien château par une fondation de Moritz von Hutten. Cette maison de retraite existe encore aujourd'hui sous le nom de "Freiherr Moritz von Huttensches Pfründnerspital".
Entre 1545 et 1550, Moritz von Hutten construit un grenier derrière le cloître de la cathédrale d'Eichstätt, le "Huttenstadel" (aujourd'hui l'ancien théâtre de la ville d'Eichstätt (de)). En 1551, l'évêque fait ériger un autel dans la collégiale Notre-Dame d'Eichstätt (de). Loy Hering crée de nouveau une représentation de la Trinité d'après Albrecht Dürer où l'évêque s'agenouille en tenue d'apparat aux pieds du Sauveur. Moritz von Hutten est enterré à côté de cet autel après sa mort prématurée. Avec la démolition de l'église de la collégiale après la sécularisation en 1806, la tombe de l'évêque disparaît également. Dans le chœur Willibald de la cathédrale d'Eichstätt, cependant, où il fait don d'une épitaphe pour le prince-évêque Albrecht von Hohenrechberg en 1552, il est représenté agenouillé sur le même pied qu'un évêque en prière.